# Pardosa sagei
Pardosa sagei är en spindelart som beskrevs av Willis J. Gertsch och Wallace 1937. Pardosa sagei ingår i släktet Pardosa och familjen vargspindlar.
Artens utbredningsområde är Panama. Inga underarter finns listade i Catalogue of Life.